# 线形嵩草
线形嵩草（学名：Carex clavispica）为莎草科薹草属下的一个种。